# Characidium schindleri
Characidium schindleri är en fiskart som beskrevs av Axel Zarske och Jacques Géry 2001. Characidium schindleri ingår i släktet Characidium och familjen Crenuchidae. Inga underarter finns listade i Catalogue of Life.